# Secretaría de Educación de Honduras
Secretaría de Educación de Honduras es el ente gubernamental que regula, fórmula, coordina, ejecuta y evalúa las políticas públicas educativas en los niveles de educación de pre-básica, básica, media y superior no-universitario. 
Lo relativo a la formación cívica de la población y el desarrollo científico, tecnológico y cultural; la alfabetización y educación de adultos, incluyendo la educación no formal y la extraescolar.

## Historia
Primeramente, se fundó como Ministerio de Instrucción Pública, en la presidencia del Doctor Marco Aurelio Soto quien reorganizara el sistema de educación implementado en la presidencia del Capitán General José María Medina. En el gobierno de Soto, además se crearon las nuevas bases de la universidad, denominándose Universidad Nacional de Honduras y la creación de otra Universidad Nacional de Occidente en la ciudad de Santa Rosa de Copán, la creación de institutos de segunda enseñanza y escuelas primarias en el país.

## Dependencias
Nivel Central
- Subsecretaria de Asuntos Técnico-Pedagógicos
  - Dirección General de Desarrollo Profesional
    - Subdirección General de Investigación Educativa
    - Subdirección General de Formación Permanente

  - Dirección General de Modalidades Educativas
    - Subdirección General de Educación Física y Deportes
    - Subdirección General de Educación y Cultura Artística
    - Subdirección General de Educación para la Prevención y Rehabilitación Social
    - Subdirección General de Educación para Personas con Capacidades Diferentes o Talentos Excepcionales
    - Subdirección General de Educación para Jóvenes y Adultos
    - Subdirección General de Educación en Casa
    - Subdirección General de Educación para Pueblo Indígenas y Afrohondureños

  - Dirección General de Currículo y Evaluación
    - Subdirección General de Educación Pre-básica
    - Subdirección General de Educación Básica
    - Subdirección General de Educación Media
    - Subdirección General de Educación Superior No Universitaria

  - Dirección General de Innovación Tecnológica y Educativa
  - Unidad de Supervisión y Acompañamiento Docente
  - Unidad Coordinadora con Instituciones Educativas No Gubernamentales
  - Unidad Coordinadora de Programas y Proyectos de la SSATP
  - Unidad de Género en Educación
  - Programa Hondureño de Educación Comunitaria (PROHECO)
  - Redes Educativas
- Subsecretaría de Asuntos Administrativos y Financieros
  - Unidad de Planeamiento y Evaluación de la Gestión
  - Unidad de Transparencia y Rendición de Cuentas
  - Unidad de Tecnología Informática
  - Dirección General de Adquisiciones
    - Subdirección General de Proveeduría
    - Subdirección General de Bienes

  - Unidad de Desarrollo Organizacional
  - Dirección General Administrativa y Financiera
    - Subdirección General de Contabilidad
    - Subdirección General de Tesorería
    - Subdirección General de Servicios Generales

  - Dirección General de Gestión del Talento Humano
    - Subdirección General de Talento Humano Docente
    - Subdirección General de Talento Humano Administrativo

  - Dirección General de Servicios Educativos
    - Subdirección General de Participación Comunitaria y Escolar
    - Subdirección General de Programas Sociales y Beneficios al Educando
- Subsecretaría de Servicios Educativos
- Secretaría General
  - Dirección de Cooperación Externa
- Auditoría Interna
- Unidad de Sistemas Nacional Educativa de Honduras
- Dirección de Comunicación y Prensa
- Dirección General de Construcciones Escolares y Bienes Inmuebles

Nivel Descentralizado
- 18 Direcciones Departamentales de Educación con estructura casi similares al Nivel Central
- 298 Direcciones Municipales de Educación

## Datos
- Nombre: Secretaría de Estado en el Despacho de Educación.
- Dirección: Centro Cívico Gubernamental José Cecilio del Valle, Edificio Cuerpo Bajo B, TGU, Honduras.
- Secretario de Estado en el Despacho de Educación
  - Profesor Daniel Enrique Esponda Velásquez (desde el 27 de enero del 2022)
- Subsecretarios de Educación: 
  - Prof. Jaime Rodríguez y Prof. Edwin Hernández (desde el 27 de enero del 2022)

## Página web
www.se.gob.hn
http://www.denuncias.se.gob.hn/
https://sace.se.gob.hn/
- Datos: Q6123204